# Бэла Талбот
Белла Талбот  (англ. Bella Talbot) — вымышленный персонаж американского мистического телесериала «Сверхъестественное». Роль исполнила американская актриса Лорен Коэн.

## Третий сезон
В эпизоде «Чёрный рок в Блэк-Роке» Бела пытается заполучить и продать Кроличью Лапку (по всей видимости, $1,5 миллиона — это самая большая сумма, в которую была оценена эта Лапка). С помощью доски для спиритических сеансов, она узнаёт, что эта про́клятая вещь хранится в контейнере Джона Винчестера, после чего Бэла находит воров и платит им за то, чтобы они выкрали для неё Лапку. В конечном счёте, став жертвой проклятия Лапки, она вынуждена помочь Сэму и Дину разрушить проклятие путём уничтожения амулета.
В эпизоде «Алая заря» становятся известными некоторые факты из жизни Бэлы, например то, что она мошенничает с богатыми клиентами (такими как Герта), проводя с ними сеансы и продавая им сверхъестественные вещи. В начале эпизода может показаться, что она пытается помочь Сэму и Дину, но это только с первого взгляда, потом становится понятно, что таким образом она пыталась заполучить «Руку Славы», которая впоследствии была продана клиенту. Когда уже сама Бэла видит корабль-призрак, она обращается к братьям за помощью. Она знала, чем всё может закончиться, так как этот корабль видят только те, кто пролил кровь члена семьи, но несмотря на это, Бэла отказывается открыть свою историю. Проведя обряд и устроив встречу духам двух братьев-моряков, Винчестеры спасли жизнь Бэлы. В качестве благодарности, она заплатила им $10 000.
В эпизоде «Свежая кровь» охотник Гордон Уокер сбежал из тюрьмы и разыскал Бэлу, узнав, что она работала вместе с Винчестерами. Несмотря на то, что Гордон угрожал убить её, Бэла лишь показала местонахождение братьев в обмен на бесценный амулет. Узнав, что Бэла рассказала Гордону, где они, Дин угрожает найти и убить её. В попытке предотвратить это, Бэла узнаёт у духов местонахождение Гордона и передаёт эту информацию Дину.
В эпизоде «Сон в летнюю ночь» Бобби входит в кому, а Сэм и Дин выясняют, что виновным является Джереми Фрост, пациент доктора, который с детства не видел снов, до тех пор, пока доктор не дал ему «Сайлен Капенсис» — африканский корень снов. Винчестеры планируют с помощью этой травы попасть в сон Бобби. Для того, чтобы найти эту редкую траву, они обращаются к Бэле. Вначале она отказывается, но потом всё-таки приходит к братьям в номер и приносит этот корень (за пару минут до этого Сэм видел довольно интимный сон о ней). Бэла говорит, что хочет помочь Бобби, так как он давным-давно спас ей жизнь, позже Бобби объяснил, что это не правда. Она остаётся помогать им в этом деле, но через некоторое время внезапно исчезает, украв у Винчестеров Кольт.
В эпизоде «На войне как на войне» Сэм и Дин преследуют Беллу в попытке вернуть украденный Кольт. Но когда братья находят её гостиничный номер в Моньюменте (Колорадо), Бэла делает анонимный звонок и сдаёт их ФБР и лично агенту Хэнриксену.
В эпизоде «Время на моей стороне» Дин узнаёт от Бобби, что некий охотник — Руфус Тёрнер знает, где искать Бэлу. Дин отправляется в Вермонт, к дому Руфуса. Тот в свою очередь отдаёт ему папку с множеством интересной информации о прошлом Бэлы. Таким образом Дин узнаёт, что Бэла (настоящее её имя — Эбби) убила своих родителей, когда ей было 14 лет. Они погибли в автомобильной катастрофе. Когда Дин находит её в гостинице, она не показывает вида, что сожалеет о смерти своих родителей. Бэла утверждает, что к этому времени успела продать Кольт. Дин уже собирался выстрелить в неё, но увидев на двери пучок засушенной травы, обладающей способностью защитить человека от адских гончих, решает оставить Бэлу им.
Вечером этого же дня Бэла приезжает в Эри (Пенсильвания). Зайдя в номер Винчестеров, она стреляет по кроватям, думая, что в одной кровати находится Сэм, в другой — Дин, но на самом деле там их уже не было. Через мгновение Бэле позвонил Дин, сказав ей, что знает, что она не сама убила своих родителей, их убил демон по договору, который заключила Эбби ровно 10 лет назад. Сегодня годовщина той сделки, это значит, что сегодня Бэла умрёт, а душа её отправится в Ад. Бэла объясняет, что убийство Сэма — это её единственный способ уйти от сделки. Она говорит Дину, что все контракты находятся у демона Лилит. Дин вешает трубку. Часы бьют полночь. Вой Адских Гончих доносится с улицы…

## Создание
Первоначально Бела была задумана как повторяющийся персонаж, но затем выпускающая сериал компания CW Television Network попросила авторов ввести её как второго постоянного женского персонажа, кроме демона Руби. Интересно, что Коэн пробовалась как раз на роль Руби, но получила роль Белы. Узнав о британском акценте Коэн, Крипке переработал героиню в британку. Позже актриса сама изображала Белу с этой концепцией, чувствуя, что та «имеет какую-то крутую скрытность и изворотливость, которые соответствуют британскому акценту». Для того, чтобы подготовиться к своей роли, Коэн училась обращаться с холодным оружием.

## Критика
Реакция критиков на персонаж была неоднозначной.
Обозреватель BuddyTV Дон Уильямс считает добавление Бэлы дешёвой уловкой, чтобы привлечь зрителей-подростков мужского пола, и, что персонаж отвлекает зрителей от «братской связи, которая в первую очередь делает сериал таким особенным». Он сравнил её с комбинацией Женщины-кошки и Гвен Райден из сериала «Ангел».
Диана Стинберген из IGN чувствовала большее разочарование при всех появлениях «неприятной и манипулятивной» Белы. Она чувствовала, что трагическая предыстория персонажа подана слишком коротко и слишком поздно, но была удивлена, когда сценаристы смогли заставить чувствовать жалость к Бэле во время сцены её смерти. Стенберген хотела бы, чтобы персонажа написали по-другому — «не такой раздражающей или явно жалкой» и считает героиню «пустой возможностью дать интересный женский персонаж в противовес мальчикам».